# Aliattes al II-lea
Aliattes al II-lea a fost rege al Regatului Lidian între 619 până în 560 î.Hr., fiul lui Sadiattes din dinastia Mermnadă. A fost succedat la tron de Cresus, ultimul rege lidian.

## Domnia

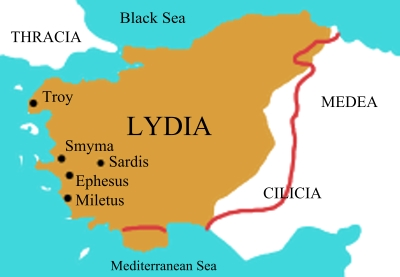
Lidia în maro, pe la 550 î.Hr. Linia roșie e hotarul din timpul domniei lui Cresus, fiul lui Alyattes al II-lea

Continuă războiul de douăzeci de ani început de tatăl său, Sadyattes, împotriva Miletului care se soldează cu cucerirea orașelor ioniene, inclusiv Smyrna și Colofon.
Creșterea puterii mezilor și babilionenilor a atras atenția lui Alyattes al II-lea. Pe 28 mai 585 î.Hr., are loc celebra bătălie de lângă râul Halys (în prezent, râul Kızılırmak) unde se înfruntă armatele Lidiei și Imperiului Median, sub conducerea lui Cyaxares cel Mare. Lupta a fost suspendată datorită unei eclipse totale de Soare, hotărându-se ca granița dintre cele două state să fie râul Halys. De asemenea, fiica sa, Arienis, s-a măritat cu fiul lui Cyaxares, Astyages.
Supunerea Cariei și împingerea cimerienilor de pe teritoriul regatului său a creat din Lidia un important stat antic. A stabilit masa monezilor (1 stater = 168 boabe de grâu), ștampilate cu capul unui leu, simbol al dinastiei lui.
A fost înmormântat pe platoul stâncos dintre râul Hermus (în prezent, râul Gediz) și lacul Gygaea, la nord de Sardes. Mormântul său a fost descoperit în 1854, dar sarcofagul și obiectele prețioase fuseseră luate de căutătorii de comori.